# Marcos Portález
Marcos Portález Mur (nacido en Zaragoza, España; 15 de abril de 1995), es un jugador de baloncesto español. Con una estatura de 2,02 metros juega en el Saski Baskonia B de la Liga LEB Plata, siendo su posición habitual en la cancha la de pívot.

## Trayectoria
Jugador formado en la cantera del CN Helios y del CAI Zaragoza, en cuyo club filial, CB El Olivar, debutó en Liga EBA a la edad de 16 años.
Tras abandonar la disciplina del club aragonés, recaló en la temporada 2013/14 en el Araberri Basket Club para disputar la LEB Plata. Su buen rendimiento (10.9 puntos y 6.7 rebotes) llamó la atención de equipos de superior categoría, debutando en la temporada 2014/15 la Liga LEB Oro en las filas del Planasa Navarra.
En la temporada 2015/16 firma por el Peñas Huesca de LEB Oro, renovando por una segunda temporada y completando la campaña 2016/17 con promedios de 4.1 puntos y 2.8 rebotes en algo más de 15 minutos por encuentro.
En la temporada 2017/18 firma con el ISB Sammic, consolidando sus minutos de juego y mejorando ligeramente sus prestaciones hasta los 4.1 puntos y 3.4 rebotes.
Comienza la temporada 2018-19 en las filas del Amics Castelló para sustituir temporalmente al lesionado Eduardo Gatell, causando baja tras disputar únicamente cuatro partidos. En enero de 2019 firma con el Araberri, donde disputa quince partidos en los que registra promedios de 16.7 minutos, 3 puntos y 3.6 rebotes.
En la temporada 2019-20, firma por el Club Baloncesto Clavijo de la Liga LEB Plata.
En la temporada 2020-21, firma por el Círculo Gijón Baloncesto de la Liga EBA.
En la temporada 2021-22, firma por el Saski Baskonia B de la Liga EBA. Tras el ascenso a la Liga LEB Plata, en la temporada 2022-23 continuaría en el Saski Baskonia B.

## Internacional
Formó parte de las selecciones españolas U16 (consiguiendo en 2011 la medalla de bronce del Europeo disputado en la República Checa) y U17 (disputando en 2012 el Mundial que se jugó en Lituania).